# سكوت فيرنون
سكوت فيرنون (بالإنجليزية: Scott Vernon)‏ (13 ديسمبر 1983 بمانشستر في المملكة المتحدة - ) هو لاعب كرة قدم بريطاني في مركز الهجوم. لعب مع أولدهام أثلتيك وشروزبري تاون وغريمسبي تاون وكولتشستر يونايتد ونادي أبردين ونادي بلاكبول ونادي ساوثيند يونايتد ونادي غيلينغهام ونادي نورثامبتون تاون.

## وصلات خارجية
- سكوت فيرنون على موقع قاعدة بيانات كرة القدم.إي يو (الإنجليزية)
- سكوت فيرنون على موقع Soccerbase.com (لاعب) (الإنجليزية)
- سكوت فيرنون على موقع Soccerway.com (الإنجليزية)
- سكوت فيرنون على موقع عالم كرة القدم.نت (الإنجليزية)